# انجمن تاریخ مینه‌سوتا

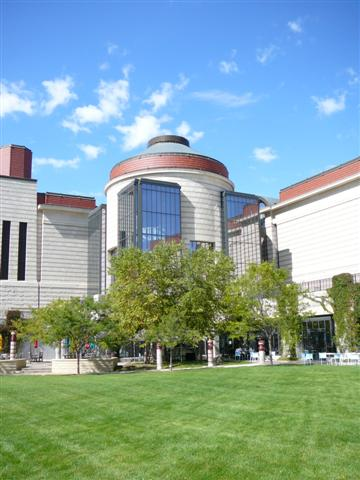
انجمن تاریخ مینه‌سوتا

انجمن تاریخ مینه‌سوتا یک انجمن آموزشی غیرانتفاعی و موسسه فرهنگی است که برای حفظ تاریخ ایالت مینه‌سوتا در کشور ایالات متحده فعالیت می‌کند. این انجمن حدود یک دهه قبل از تأسیس ایالت مینه‌سوتا به توسط مجلس قانون‌گذاری قلمرویی در ۱۸۴۹ بنیان نهاده‌شد.